# Abraxas angustifasciata
Abraxas angustifasciata är en fjärilsart som beskrevs av Rayner 1920. Abraxas angustifasciata ingår i släktet Abraxas och familjen mätare. Inga underarter finns listade i Catalogue of Life.